# Profeția V
Profeția V (titlu original: The Prophecy: Forsaken) este un film de groază fantastic thriller din 2005 regizat de Joel Soisson. Rolurile principale au fost interpretate de actorii Tony Todd, Jason Scott Lee și Kari Wuhrer. Este al cincilea film din Seria Profeția.

## Prezentare
În București, Allison protejează Lexiconul profetic, o biblie misterioasă, un manuscris care se auto-scrie, al cărei ultim capitol despre Apocalipsă (Revelații) va dezvălui în curând numele Anticristului pe ultima sa pagină.

## Distribuție
- Kari Wuhrer – Allison
  - Smaranda Popescu – tânăra Allison
- Jason Scott Lee – Dylan
- Boris Petroff – părintele Constantin
- Tony Todd – Stark
- John Light - Lucifer
- Daria Ciobanu – Maria
- Georgia Nica – Gabrielle
- Adriana Butoi – mama lui Allison
- Mihai Verbițchi – tatăl lui Allison
- Jason London – Simon
- Nicu Constantin, Vasilescu Valentin, Adrian Pavlovschi, George V. Grigore – Tronuri

## Producție
The Prophecy: Uprising și The Prophecy: Forsaken au fost filmate simultan în București.